# Нижнеспасский сельсовет (Тамбовская область)
Нижнеспасский сельсовет — муниципальное образование со статусом сельского поселения в Рассказовском районе Тамбовской области.
Административный центр — село Нижнеспасское.

## История
Нижнеспасский сельсовет образован в 1918 году, с 1918 по 1924 год в составе — Нижнеспасской волости Тамбовского уезда, с 1924 года по 1928 — Рассказовской волости. С 1928 года по настоящее время — Нижнеспасский сельсовет входит в состав Рассказовского района.
В соответствии с Законом Тамбовской области от 17 сентября 2004 года № 232-З установлены границы муниципального образования и статус сельсовета как сельского поселения.
В 2006 году из состава Нижнеспасского сельсовета был убран посёлок Тригуляй, он вошёл в состав Бокинского сельсовета.

## Население
| 2010  | 2012  | 2013  | 2014  | 2015  | 2016  | 2017  |
| ----- | ----- | ----- | ----- | ----- | ----- | ----- |
| 2201  | ↗2521 | ↘2469 | ↘2390 | ↗2398 | ↘2389 | ↘2371 |
| 2018  | 2019  | 2020  | 2021  |       |       |       |
| ↗2374 | ↘2321 | ↘2313 | ↗2701 |       |       |       |

## Состав сельского поселения
| № | Населённый пункт | Тип населённого пункта       | Население |
| - | ---------------- | ---------------------------- | --------- |
| 1 | Ахтырка          | деревня                      | →145      |
| 2 | Большие Туляны   | посёлок                      | 102       |
| 3 | Нижнеспасское    | село, административный центр | ↗2404     |
| 4 | Подоскляй        | село                         | 215       |
| 5 | Савинка          | посёлок                      | 9         |
| 6 | Скорятино        | посёлок                      | 4         |

### упразднённые населённые пункты
Нижнеспасские Выселки — упразднённый в 1975 году посёлок.